# جینیچی کوساکا
جین‌ایچی کوساکا (草鹿 任一 Kusaka Jin'ichi, ۷ دسامبر ۱۸۸۸ – ۲۴ اوت ۱۹۷۲)) فرد نظامی اهل ژاپن بود.